# Ławica (ciek)

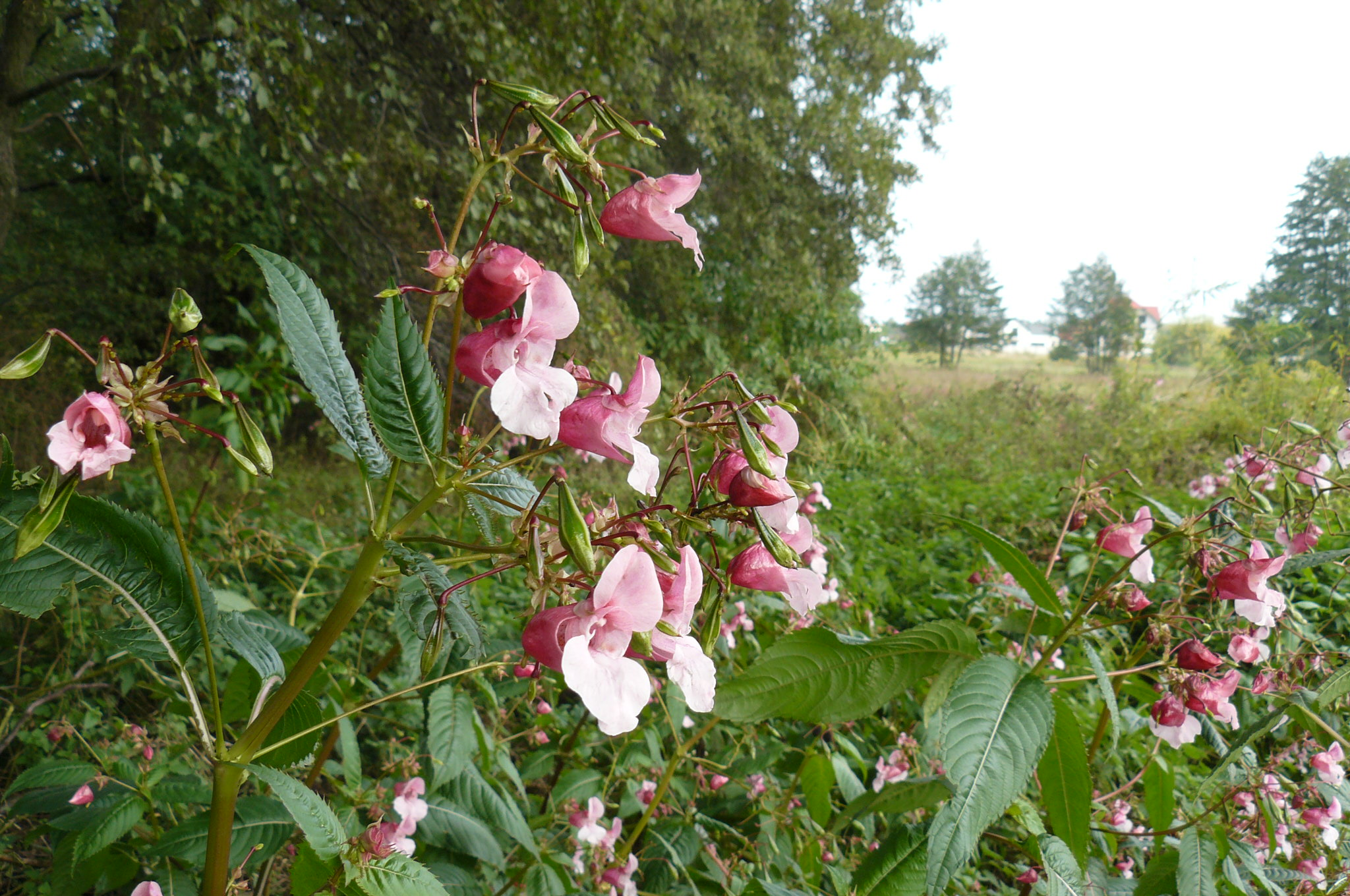
Niecierpek gruczołowaty w dolinie Ławicy w pobliżu ujścia do Strumienia Junikowskiego

Ławica (także: Rów Ławica) –  rów na terenie Poznania o długości 2,35 km, skanalizowany między 0,54 a 1,35 km. Zlewnia ma powierzchnię 2,33 km².

## Charakterystyka
Ciek bierze swój początek w sandrze, nieco na wschód od Wysogotowa i okresami całkowicie wysycha (zasilają go tylko niewielkie rowy melioracyjne). Uchodzi do Strumienia Junikowskiego na kilometrze 9,8 w rejonie ulic Owczej i Złotowskiej (dopływ prawobrzeżny).
Źródła znajdują się na granicy Poznania i gminy Tarnowo Podgórne, potem ciek przepływa przez Ławicę, a uchodzi na terenie Wydm. Z uwagi na brak przemysłu i punktów zrzutu ścieków, jest dość czysty. Otoczenie stanowią lasy i rozległe ogrody działkowe przy ul. Złotowskiej. 